# (32667) 6180 P-L
6180 P-L (asteroide 32667) é um asteroide da cintura principal. Possui uma excentricidade de 0.18233670 e uma inclinação de 2.42823º.
Este asteroide foi descoberto no dia 24 de setembro de 1960 por Cornelis Johannes van Houten e Ingrid van Houten-Groeneveld e Tom Gehrels em Palomar.